# Cincloramphus llaneae
Cincloramphus llaneae é uma espécie de ave da família Locustellidae.
Apenas pode ser encontrada no seguinte país: Papua-Nova Guiné.
Os seus habitats naturais são: campos de gramíneas subtropicais ou tropicais húmidos de baixa altitude.